# Henry S. De Forest

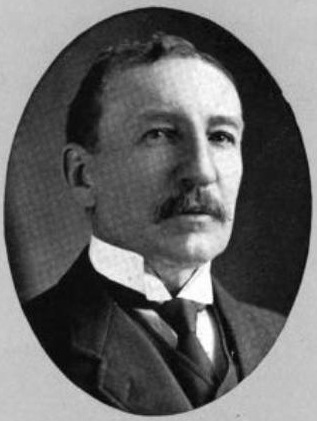
Henry S. De Forest

Henry Schermerhorn De Forest (* 16. Februar 1847 in Schenectady, New York; † 13. Februar 1917 ebenda) war ein US-amerikanischer Politiker. Zwischen 1911 und 1913 vertrat er den Bundesstaat New York im US-Repräsentantenhaus.

## Werdegang
Henry Schermerhorn De Forest wurde während des Mexikanisch-Amerikanischen Krieges im Schenectady County geboren. Er besuchte öffentliche Schulen seiner Heimatstadt und das Eastman Business College in Poughkeepsie. Danach ging er Immobilien-, Bank- und Vertragsgeschäften nach. 1883 wurde er City Recorder – ein Posten, den er bis 1885 innehatte. Er war dann zwischen 1885 und 1887 sowie zwischen 1889 und 1891 Bürgermeister von Schenectady. Politisch gehörte er der Republikanischen Partei an.
Bei den Kongresswahlen des Jahres 1910 für den 62. Kongress wurde De Forest im 23. Wahlbezirk von New York in das US-Repräsentantenhaus in Washington, D.C. gewählt, wo er am 4. März 1911 die Nachfolge von George N. Southwick antrat. 1912 erlitt er bei seiner Wiederwahlkandidatur eine Niederlage und schied dann nach dem 3. März 1913 aus dem Kongress aus.
Nach seiner Kongresszeit ging er Immobilien- und Bankgeschäften nach. Er kandidierte 1914 erfolglos für die Nominierung für den 64. Kongress. Bei den Kongresswahlen des Jahres 1916 für den 65. Kongress erlitt er ebenfalls eine Niederlage. Er starb ungefähr eineinhalb Jahre vor dem Ende des Ersten Weltkrieges in Schenectady und wurde auf dem Vale Cemetery beigesetzt.